# Оляна Рута
Оляна Рута (справжнє ім'я: Чередниченко Оляна Дмитрівна; *6 серпня 1977, Київ) — українська поетеса, перекладачка та художниця. Член Національної спілки письменників України (1996). 

## Біографія
Батько, Чередниченко Дмитро Семенович та мати, Кирпа Галина Миколаївна — письменники, перекладачі, педагоги.
1994 р. закінчила гімназію №117 імені Лесі Українки, 1999 р. – філологічний факультет  Київського національного університету імені Тараса Шевченка, з відзнакою захистила магістерську роботу на тему «Фольклорні джерела літературної казки Валерія Шевчука».
Навчалась в аспірантурі  Інституту філософії імені Григорія Сковороди НАН України за спеціальністю «Філософська антропологія та філософія культури». Коло наукових інтересів: лінгвістична філософія, психолінгвістика, психологія творчості.
Працювала ведучою програм на радіо, літературним редактором у часописах, видавництвах та на телебаченні.

## Творчість
Автор:

- поетичних збірок у власному художньому оформленні:
  - «Рожеві птахи» («Веселка», 1993)
  - «Мені пора. Час садити квіти» («Радосинь», 1993)
  - «Стежка через жито» («Радосинь», 1994)
  - «На гойдалці миті» («Задруга», 1998)
- книжки казкових оповідок «Брати Котигорошки» («Лелека», 2003).

Автор перекладів творів  Оскара Уайльда (зокрема – «Поезії в прозі»), Арнольда Лобела, Річарда Скері, Ґаспараса Алекси, Біруте Йонушкайте, Енріки Стріоґайте, Марека Вавшкевича, Елбжбети Мусял, Данильчик Оксана Олексіївна, книжки оповідань Урте Улюне «Сонні сонечка». Переклала з литовської низку книжок для дітей Кястутіса Каспаравічюса: «Білий слон», «Зникла картина», «Садівник Флоренціюс», «Заєць Морквус Великий», «Ведмежа мандрівка»; книжки «Полуничний день», «Короткі історії» та «Кумедні історії» чекають свого виходу у світ.
Проілюструвала книжки: «Лісова книга»  Леоніда Полтави, «Священна діброва» Д. Чередниченка, «На княжій горі» Олександри Ю. Копач, «Чюрльонісів шлях» (упорядник Д. Чередниченко), «Горить свіча у чорних водах» Н. Поклад, «Так навесні ридає талий сніг» М. Губко, «Адлегласць» В. Сидоренка, «Пташиний ярмарок» М. Скрипця, «Діалоги на осінніх дахах» Я. Бабич, «Моє крайнебо» І. Кравчук, «Обжинки» Леоніда Полтави, «Слон мандрує до мами» Г. Кирпи, читанку-хрестоматію «Український садочок», «У страху великі очі» К. та Г. Гагерупів («Навчальна книга-Богдан», 2009), «Листок з вирію. Журавлики» (Етнос, 2011).
Із 2004 р. ілюструє 12-томну серію книжок відомого шведського письменника Єсти Кнутсона про пригоди кота Пелле Безхвостого (переклала зі шведської Галина Кирпа): «Пригоди Пелле Безхвостого», «Нові пригоди Пелле Безхвостого», «Пелле Безхвостий в Америці», «Пелле Безхвостий – молодець!», «Пелле Безхвостий і випробування», «Пелле Безхвостий і такса Макс», «Пелле Безхвостий у школі», «Браво, Пелле Безхвостий, браво!», «Пелле Безхвостий і Майя Вершковий Ніс».
Автор ряду культурологічних, літературознавчих та філософсько-політологічних публікацій у періодиці. Співпрацювала з часописами: «Слово», «Влада і політика», «Жива вода», «Слово і час», «Літературна Україна», «Книжник ревю», «Час Time».
Твори О.Р. перекладені білоруською, польською, литовською та французькою мовами.

## Цитати
- По-справжньому глибокі речі не можуть гучно кричати.
- Завжди звертаю увагу на ім´я перекладача. Воно має бути як знак якості.